# Коробчино (Могилёвская область)
Коробчино (бел. Каробчына) — деревня в Мстиславском районе Могилёвской области Белоруссии. Входит в состав Красногорского сельсовета.

## География
Деревня находится в северо-восточной части Могилёвской области, в пределах Оршанско-Могилёвской равнины, к югу от реки Вихры, на расстоянии примерно 0,5 километра (по прямой) к востоку от Мстиславля, административного центра района. Абсолютная высота — 204 метра над уровнем моря. К северу от населённого пункта проходит республиканская автодорога Р73.

## История
В конце XVIII века деревня входила в состав Мстиславского воеводства Великого княжества Литовского.
Согласно «Списку населенных мест Могилёвской губернии» 1910 года издания населённый пункт входил в состав Казимирово-Слободского сельского общества Казимирово-Слободской волости Мстиславского уезда Могилёвской губернии. В деревне имелось 33 двора и проживал 241 человек (121 мужчина и 120 женщин).

## Население
По данным переписи 2009 года, в деревне проживало 399 человек.